# Юзеф Вітковський
Юзеф Вітко́вський (1892—1976) — польський астроном, геофізик, астрофізик, керівник Познанської астрономічної обсерваторії (з 1929 до виходу на пенсію), президент Польського астрономічного товариства (1950—1952), член-кореспондент Польської академії наук (1959).

## Біографія
Походив зі шляхетського роду Терліч-Вітковських гербу Порай. Народився в Одесі, де закінчив класичну гімназію, потім вивчав астрономію, а 1916 року захистив дисертацію «Про частотні криві Шарльє типу А і В у застосуванні до власного руху сонячних плям». Перші п'ять років його наукової роботи також були пов'язані з Одесою, де він займався переважно кометами.
У 1919 році він поїхав до Кракова і влаштувався на роботу в астрономічній обсерваторії Ягеллонського університету. Окрім кометних питань, він займався гравіметрією, сейсмологією, візуальною фотометрією затемнюваних зір, покриттями зір Місяцем і планетами (останнє було предметом його габілітаційної роботи). Редагував низку наукових журналів, серед них заснований 1925 року Тадеушем Банахевичем «Acta Astronomica».
1929 року він зайняв посаду керівника Астрономічної обсерваторії Познанського університету, яку обіймав (з перервою на Другу світову війну) до виходу на пенсію. В Познанській обсерваторії, яка раніше займалася переважно астрометричними питаннями, він розвинув нові теми — комети, затемнювані зорі і покриття зір. Завдяки його зусиллям обсерваторія збагатилася рефрактором Цейсса 200/3000 і годинником Шортта (найточніший механічний годинник з існуючих на той час). Восени 1929 року Познанська обсерваторія брала участь у міжнародній довготній кампанії, організованій Геодезичним комітетом Балтійських держав (вимірювання проводилися в Познані та Ризі). З 1932 року сфера наукових досліджень Вітковського розширилась і охопила небесну механіку, особливо питання, пов'язані з походженням комет.
У вересні 1939 року, після того, як армія залишила місто, Юзеф Вітковський був активним членом Адміністративного комітету університету, завданням якого було охороняти майно від пограбування. 29 вересня він був заарештований гестапо і разом з іншими професорами Варшавського університету ув'язнений на вулиці Млинській. Через 10 днів його звільнили з умовою, що він не покидатиме місто Познань і реєструватиметься в гестапо. 11 жовтня йому вдалося виїхати до Кракова, діставши там допомогу та притулок у друзів. Завдяки зусиллям Тадеуша Банахевича 1940 року він був прийнятий на роботу в Астрономічну обсерваторію в Кракові на посаду асистента і працював там до визволення міста.
Після закінчення війни в 1945 році він повернувся на посаду керівника Познанської обсерваторії. У той час він бере участь у створенні Астрономічної широтної станції Польської академії наук у Борувці, яка мала комплексно займатися питаннями динаміки Землі (пізніше перетворена в Астрономічну широтну обсерваторію, а нині в Астрогеодинамічну обсерваторію). У цей період він також взяв на себе керівництво новоствореним відділом астрономії Польської академії наук. У 1950—1952 роках він був президентом Польського астрономічного товариства, з 1947 членом Польської академії знань, а з 1959 — членом-кореспондентом Польської академії наук. Він був членом Міжнародного астрономічного союзу та Королівського астрономічного товариства.
За заслуги й досягнення в науці мав низку відзнак і нагород, серед них Командорський хрест із зіркою Ордена Відродження Польщі (1972), Командорський хрест Ордена Відродження Польщі (1957), медаль «Десятиліття здобутої незалежності» (1928), медаль «За довголітню службу» (1938), медаль 10-річчя Народної Польщі (1954), наукову премію міста Познані (1951), премію Президента Польської академії наук (1953), премію Польської академії наук за наукові досягнення (1958), спеціальну подяку Сенату (1934) та особливу подяку Правління ПТПН (1958).

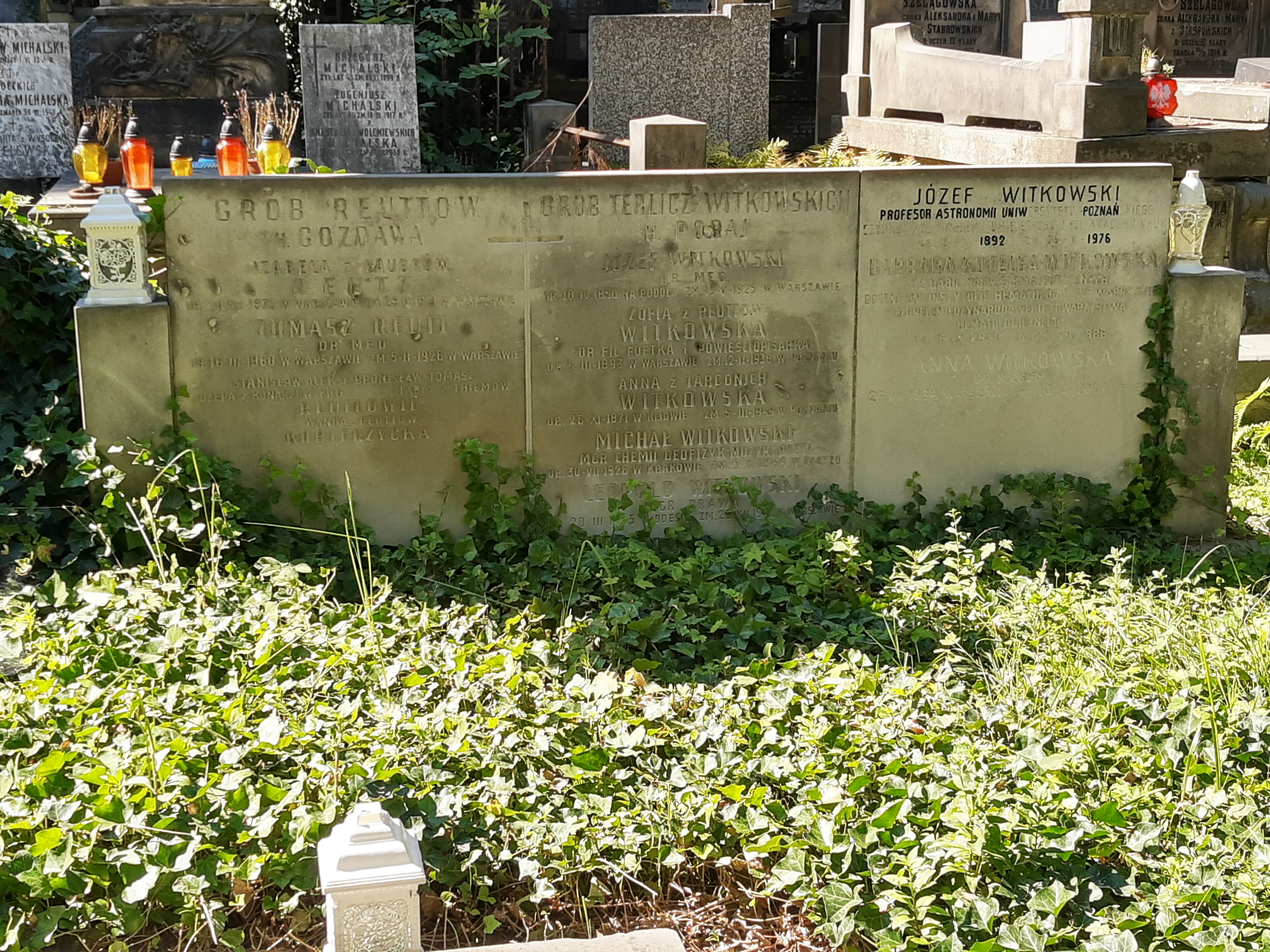
Могила Юзефа Вітковського і Зофії Реутт-Вітковської на Повонзківському цвинтарі

Майже до останніх років свого життя він залишався активним у науці, наприклад, брав участь у підготовці ювілею Коперника 1973 року.
Помер 26 травня 1976 в Познані. Похований на Повонзківському цвинтарі у Варшаві.